# Jockfall
Jockfall (Fins: Jokinkylä) is een dorp binnen de Zweedse gemeente Överkalix.
Jockfall ligt op de oostoever van de Kalixälven, tussen Tallvik en Pajala. In Jockfall is er een brug over de rivier. Ter plaatse is een 1 kilometer lange stroomversnelling annex waterval Jockfallet in de rivier. Het dorp stroomt langzaam leeg, voor 1950 had het samen met dorpen in de omgeving meer dan 500 inwoners, nu niet meer dan 90.

## Verkeer en vervoer
Bij de plaats loopt de Länsväg 392.